# CNN International
CNN International (CNNI) es un canal de televisión por suscripción internacional de noticias, actualidad y programas de negocios en inglés. Es propiedad de Warner Bros. Discovery y operada por CNN Global; está afiliada y comparte la mayoría de su contenido con CNN, la cual está limitada a Estados Unidos y Canadá.
Llega a más de 200 millones de hogares y habitaciones de hoteles en más en 212 países y territorios. Para la mayoría de televidentes es Free to air, sin embargo, algunas compañías de televisión de pago la incluye en sus paquetes televisivos. Además, se puede observar gratuitamente en el sitio web de CNN. Se considera que es la segunda cadena más grande de noticias después de BBC World. Su actual director es Tony Maddox.

## Historia

### Primeros años
En gran parte fue resultado de los ideales internacionalistas de Ted Turner. Comenzó a transmitir en 1985, en un principio su contenido se dirigía hacia los viajeros de negocios estadounidenses en los hoteles en el extranjero. Los primeros estudios en Atlanta fueron escondidos en diversos rincones del Centro de CNN, y hasta faltaban relojes digitales. La gran mayoría de la programación de la red se componía inicialmente de emisión simultánea de los dos canales nacionales de CNN (CNN/U.S. y Headline News). En 1992, sin embargo, la cantidad de programas de noticias producidos por CNNI especialmente para los espectadores internacionales aumentaron de manera significativa. Una nueva sala de prensa más importante y complejo propio, construido en 1994, cuando la CNN decidió competir con los programas de noticias de BBC World Service Television. CNNI surgió como un canal de noticias internacional. CNN International fue galardonado con la Medalla de la Libertad el 4 de julio de 1997, recibiendo Turner la condecoración en nombre del canal. Allí expresó: «Mi idea era que simplemente le daríamos a la gente los hechos [...] No teníamos que mostrar la libertad y la democracia como buenas, y mostrar al socialismo o al totalitarismo como algo malo. Si les mostráramos a ambos de la manera en que lo estaban [...] claramente todos elegirán la libertad y la democracia».
En 1995, el director creativo del canal, Morgan Almeida, definió una nueva estrategia coherente a apuntar al mercado global, con una estética más "internacional" y menos estadounidense. La cadena emprendió un nuevo esfuerzo de cambio importante en 2006 supervisado por la visión creativa del galardonado Mark Wright. El teletipo fue sustituido por una aleta, los gráficos en pantalla eran más unificados y desde octubre de 2007 hasta agosto de 2008, los nuevos estudios fueron progresivamente desplegandos.

### Actualidad
A lo largo de enero hasta septiembre de 2009, CNN creó más programas que se encaminan a un público europeo en horario estelar con el título después de unos pocas personalidades del canal, en particular el programa de entrevistas: Amanpour. El 21 de septiembre de 2009, el canal puso en marcha un nuevo eslogan "Go Beyond Borders" y consolidó sus boletines de noticias generales World News, CNN Today, World News Asia y Your World Today en un noticiero único titulado World Report.
Ese mismo año, también se lanzó un nuevo centro de producción en Abu Dhabi (Emiratos Árabes Unidos) como así también programación exclusiva para el Medio Oriente.
En los Estados Unidos, CNNI América del Norte se ha distribuido durante noches y fines de semana en el canal CNNfn, hasta la desaparición del canal en diciembre de 2004. Ahora está disponible como un canal independiente, de tiempo completo, por lo general como parte de los paquetes digitales de los operadores de cable como Time Warner Cable, AT&T U-verse, Verizon FiOS y Cox.

## Versiones regionales y en línea

John Kerry con Christiane Amanpour en las oficinas de CNN International en Londres.

Hay seis variantes de CNN International:
- CNN International North America
  - Zona de transmisión: Estados Unidos, Canadá y México.
  - Centro/Base: Atlanta, Estados Unidos
  - Horario en pantalla: Atlanta y Los Ángeles

- CNN International Latin America
  - Zona de transmisión: América Latina y Brasil (a excepción de México y Las Antillas)
  - Centro/Base: Atlanta, Estados Unidos
  - Horario en pantalla: Atlanta y Los Ángeles

- CNN International Europe
  - Zona de transmisión: Europa
  - Centro/Base: Londres, Reino Unido
  - Horario en pantalla: Londres y CET

- CNN International Asia Pacific
  - Zona de transmisión: Asia, Australia, Nueva Zelanda e Islas del Pacífico.
  - Centro/Base: Hong Kong, China
  - Horario en pantalla: Hong Kong y Tokio

- CNN International South Asia
  - Zona de transmisión: Sudeste asiático
  - Centro/Base: Nueva Delhi, India
  - Horario en pantalla: Nueva Delhi

- CNN International Middle East
  - Zona de transmisión: Medio Oriente y África
  - Centro/Base: Abu Dhabi, Emiratos Árabes Unidos
  - Horario en pantalla: Londres y CET

Los horarios de las diferentes versiones regionales no difieren significativamente entre sí, pero todavía hay variaciones de menor importancia tales como los boletines meteorológicos. CNN ha informado de que su acuerdo de difusión en la China continental incluye una disposición que la señal debe pasar por un satélite chino-controlado. De esta manera, las autoridades chinas han sido capaces de apagar segmentos CNNI a voluntad. CNN también ha dicho que sus emisiones no están ampliamente disponibles en la China continental, sino sólo en determinados recintos diplomáticos, hoteles y bloques de apartamentos.

## Transmisiones simultáneas entre CNNI y CNN / US

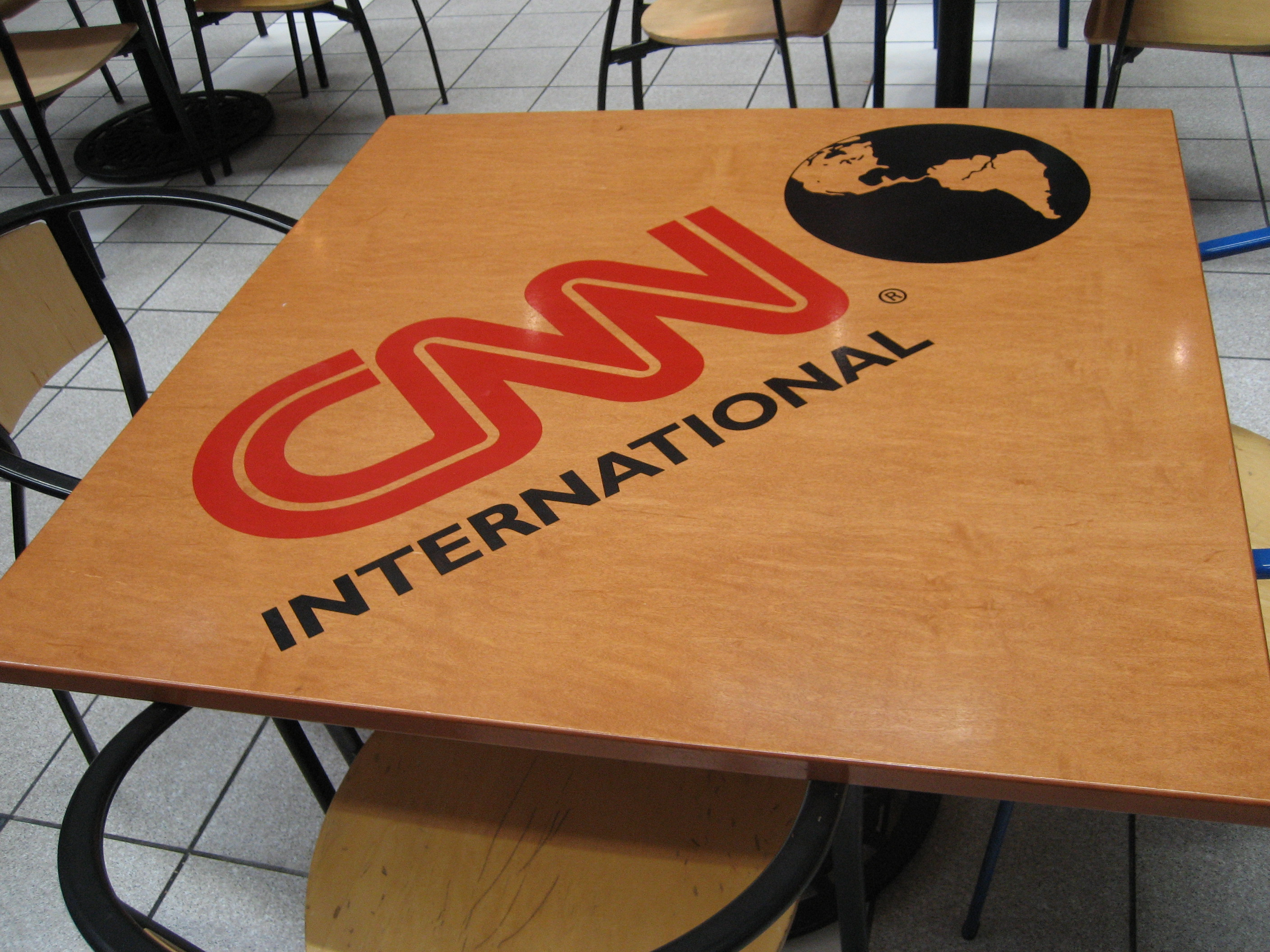
Logo del canal en una mesa del CNN Center en Atlanta

Aunque reducido drásticamente desde sus primeros días, CNNI se basa en la alimentación del canal principal de CNN, por ejemplo: Larry King Live (aunque sólo la edición del viernes es transmitida en vivo, el resto de la semana se muestra ocho horas más tarde, a las 9 y las 12 p. m.), State of the Union with John King (a las 10 p. m.), Anderson Cooper 360° (a las 6 p. m.), The Situation Room y algunas Investigaciones Especiales de CNN también son transmitidas.
CNNI también se transmite de CNN/US noticias relevantes o acontecimientos que suceden en los Estados Unidos o, en algunos casos, de todo el mundo. Algunos ejemplos son la muerte y el funeral de Ronald Reagan, el accidente del Vuelo 3407 de Continental Airlines en Buffalo, Nueva York, el aterrizaje de un avión en el río Hudson, y la muerte y el funeral de Michael Jackson, así como los eventos programados, tales como elecciones de EE. UU., inauguraciones presidenciales y los fuegos artificiales del Año Nuevo de Times Square.
Asimismo, CNN/US en ocasiones transmite noticias de CNNI, sobre todo cuando los principales saltos de noticias internacionales durante las horas de la noche en los EE. UU. Un caso notable fue en la muerte del Papa Juan Pablo II y las consecuencias de los atentados del metro de Londres del 7 de julio de 2005. CNN/US toma cobertura con CNNI en una emisión simultánea de la muerte de la ex primera ministra de Pakistán, Benazir Bhutto, en la noche después de su asesinato donde tuvo lugar. Transmisiones simultáneas también pasó el 27 al 29 de noviembre de 2008, una serie de ataques que ocurrió en Bombay, India y el 4 de enero de 2009, cuando Israel lanzó ataques en Gaza. Durante esas transmisiones simultáneas, CNN en los Estados Unidos tiene la cobertura de CNNI - incluidos los de cotización y white Dog (que se utiliza en CNNI para distinguir entre CNN/US, que utiliza un perro negro y CNNI no).
A partir de 2005 hasta principios de 2008, el programa de CNNI, Your World Today, fue transmitido por CNN en los Estados Unidos, durante el horario 12.00-13.00 ET. Ese programa fue inicialmente adelantado por Edición #1, un programa interno de las finanzas personales se ocupan de temas relacionados con la económica estadounivense, financiera, y la vivienda y permanentemente está sustituido por una hora más de CNN Newsroom en septiembre de 2008.
En marzo del 2008, durante el brote de tornado de Atlanta, CNN/US y CNNI simultáneamente cubrieron unos minutos después de Anderson Cooper 360°, este desastre. La cobertura terminó alrededor de 12:40 a. m. EDT y las estaciones reanudaron su programación normal. Además, al día siguiente, con tormentas inminentes, CNN en los Estados Unidos tuvo que pasar al conjunto CNNI de los EE. UU. las noticias y centro de meteorología para evitar el agua de posibles inundaciones durante las tormentas.

## Programación
- CNN Newsroom
- World Sport
- CNNGo
- CNN Today
- iReport for CNN

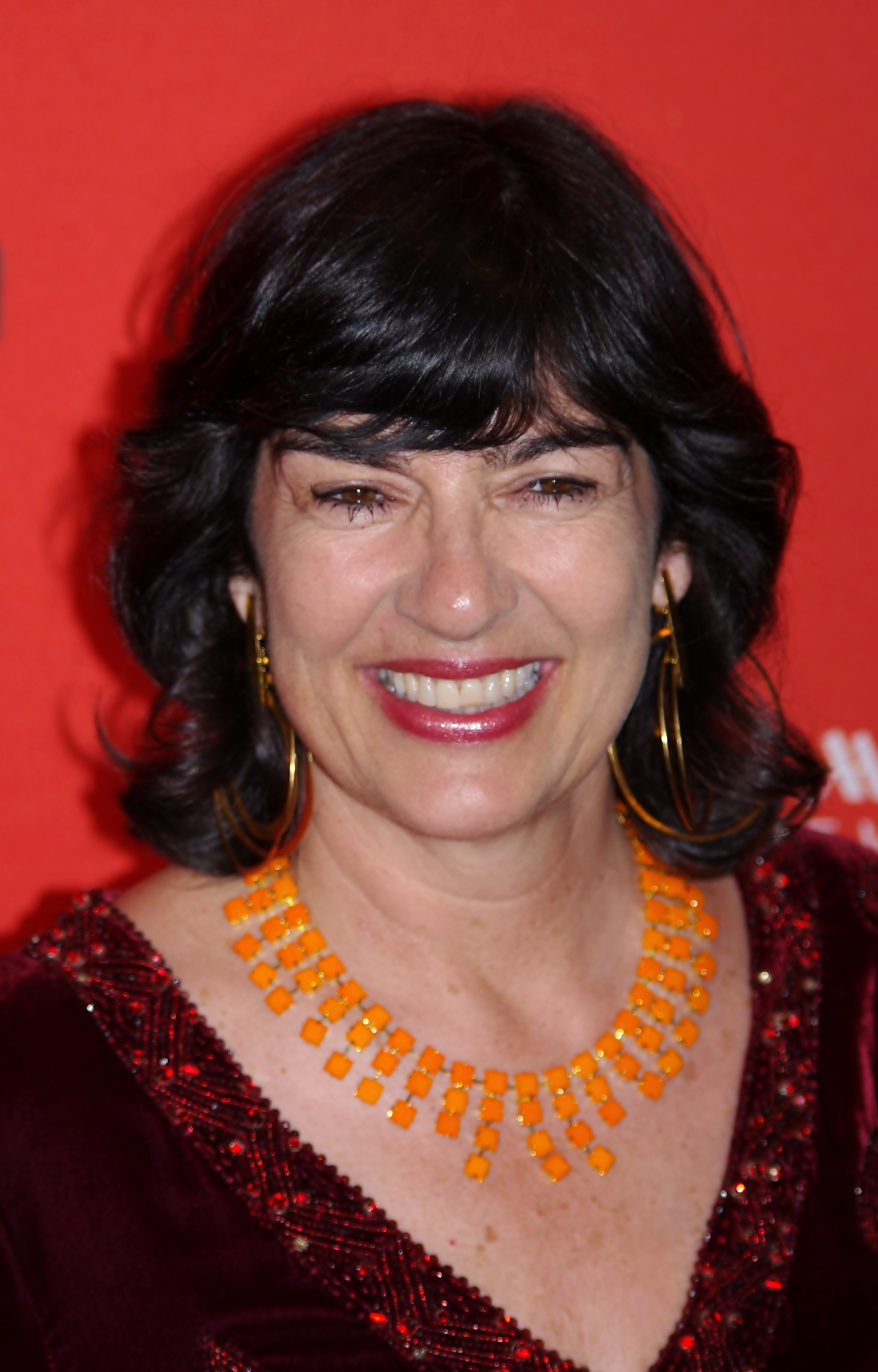
Christiane Amanpour.

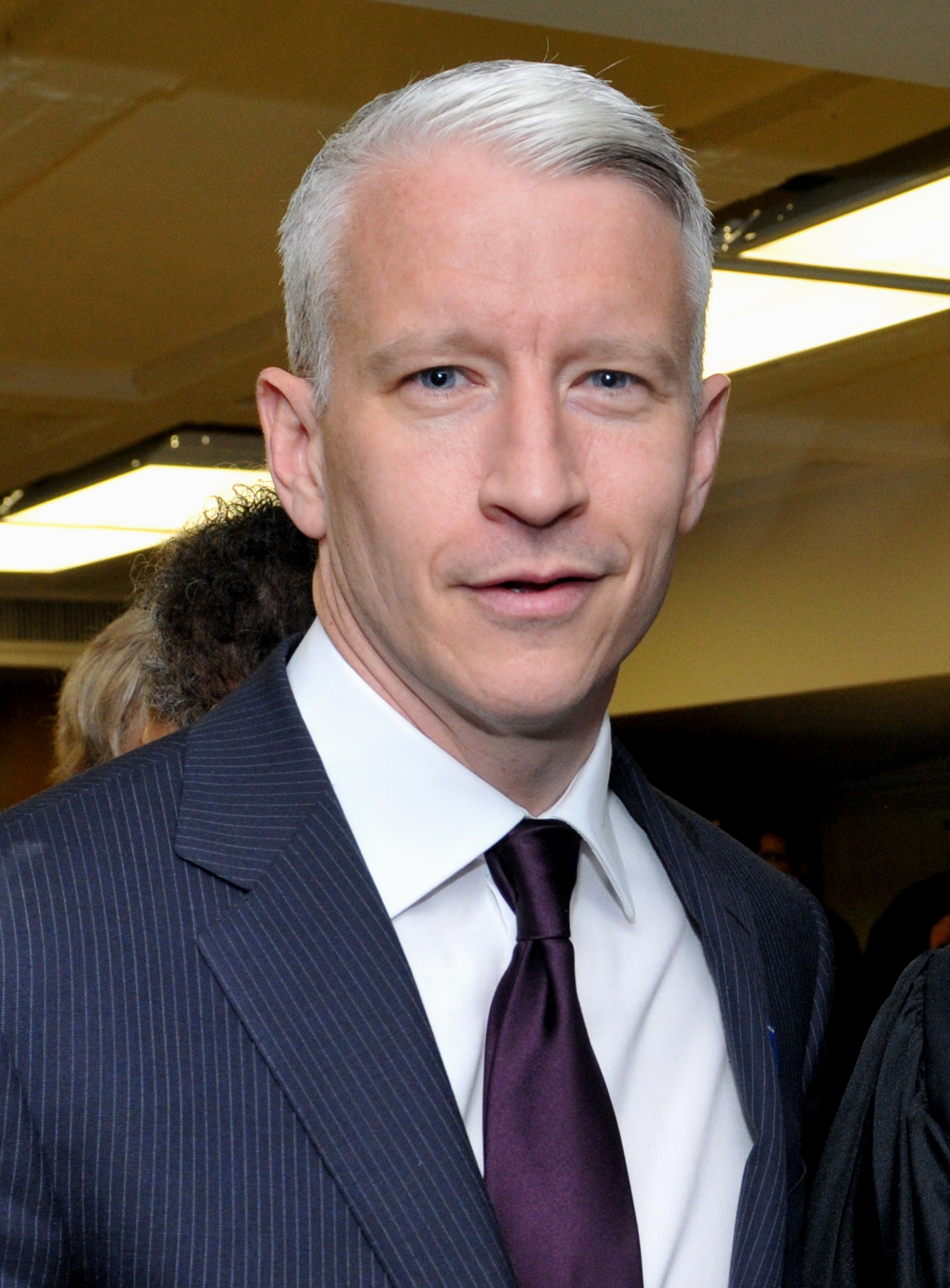
Anderson Cooper.

- Winning Post - presentado por Aly Vance
- On China – presentado por Kristie Lu Stout
- Living Golf – presentado por Shane O'Donoghue
- MainSail – presentado por Shirley Robertson
- CNN Marketplace Africa
- Inside Africa
- Smerconish
- International Desk
- Inside Politics
- State of the Union
- Fareed Zakaria GPS
- Reliable Sources
- Erin Burnett Outfront
- CNN Business Traveller – presentado por Richard Quest
- In 24 Hours
- Best Of Quest
- Amanpour Weekend
- African Voices
- Art of Movement
- BackStory
- Anderson Cooper 360°
- Documentales, entre ellos CNN Freedom Project (producido por CNN/US)[7]
- Programación especial como CNN Heroes

### Programación anterior
- Your World Today
- World Report
- World News

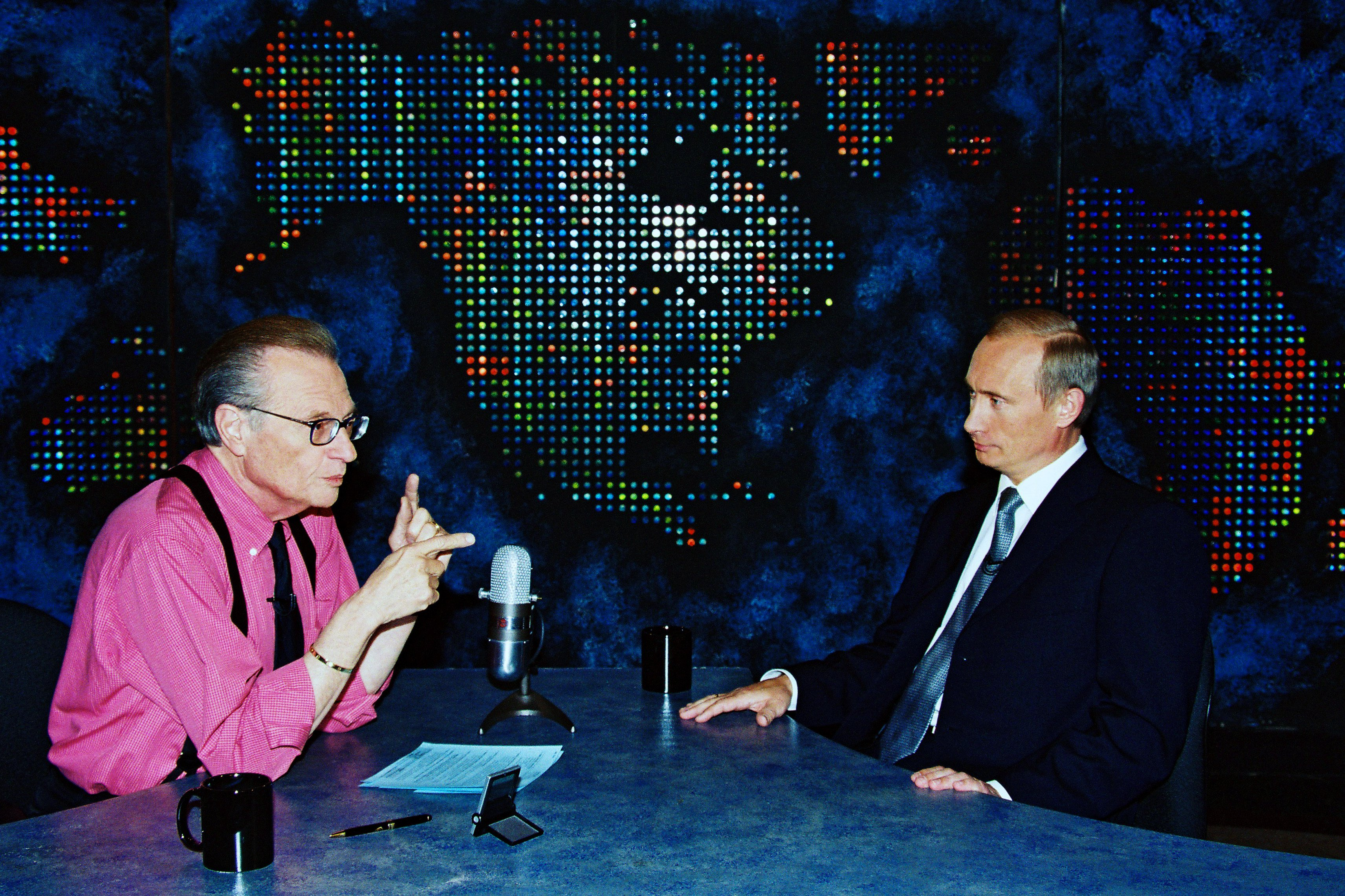
Larry King en su programa entrevistando a Vladímir Putin, 8 de septiembre de 2000.

- Diplomatic License (1994–2006); debates sobre Naciones Unidas
- NewsNight with Aaron Brown (2001–2005); talk show; producido por CNN/US
- Late Edition (1993–2009); talk show; producido por CNN/US
- Larry King Live (1985–2010); talk show; producido por CNN/US
- Piers Morgan Live (2011–2014); talk show; producido por CNN/US

Desde 1988 hasta 1997 (año de lanzamiento de CNN en Español) el canal incluyó programación en idioma español para el público de América Latina, presentada por Jorge Gestoso y Patricia Janiot (desde 1992):
- Noticiero CNN Internacional
- Las Noticias
- Noticias México

## Críticas

### Acusaciones de punto de vista centrado en los Estados Unidos
La exjefa de la corresponsalía de CNN en Pekín y Tokio, Rebecca MacKinnon, describió cómo las prioridades de CNN International para la recopilación de noticias estaban sesgadas a fin de «producir historias e informes que pudieran ser de interés para CNN Estados Unidos». Sin embargo, Jane Arraf, ex corresponsal y miembro del Council on Foreign Relations y más tarde corresponsal en Oriente Medio de Al Jazeera English, señaló que cuando hablaba sobre asuntos internacionales, CNN International generalmente otorgaba más tiempo que la señal doméstica. Por su parte, el exejecutivo de CNN Eason Jordan defendió la perspectiva «internacional» de la cadena, diciendo «no importa lo que haga CNN International, mientras la sede de CNN esté en Estados Unidos, la gente dirá, bueno, es un servicio estadounidense. Pero la realidad es que es un servicio internacional con sede en los Estados Unidos, y no nos disculpamos por eso».

### Acusaciones de prejuicios contra China
Un sitio web chino, anti-cnn.com, ha acusado a CNN y a los medios occidentales en general de informar sesgadamente contra China, con la frase Do not be so CNN («no seas tan CNN»). Según la acusación, las imágenes utilizadas por CNN presuntamente se editan para tener significados completamente diferentes de los originales. Además, el canal fue acusado de ignorar en gran medida las voces pro-China durante la transmisión del paso de la antorcha olímpica en San Francisco.

### Acusaciones de propaganda y censura
En octubre de 2011, Amber Lyon reclamó a la agencia de noticias del gobierno sirio SANA que CNN le había ordenado que informara selectiva, repetitiva y falsamente para influir en la opinión pública a favor de la agresión estadounidense contra Irán y Siria y que esta era una práctica común en CNN. Posteriormente, repitió esta afirmación, abordando el estado degradado de la ética periodística en una entrevista donde se refirió a la cobertura de la cadena de la Primavera Árabe en Baréin. Lyon afirmó haberse reunido dos veces con Tony Maddox, director de CNN International, sobre este tema en 2011 y había afirmado que durante la segunda reunión fue amenazada e intimidada para que dejara de hablar sobre el asunto. CNN emitió una respuesta detallada a las afirmaciones de Lyon sobre su cobertura.